# Psychotria andamanica
Psychotria andamanica är en måreväxtart som beskrevs av Wilhelm Sulpiz Kurz. Psychotria andamanica ingår i släktet Psychotria och familjen måreväxter. Inga underarter finns listade i Catalogue of Life.